# Rob Klinkhammer
Rob Klinkhammer (ur. 12 sierpnia 1986 w Lethbridge) – kanadyjski hokeista, reprezentant Kanady, olimpijczyk, trener.

## Kariera
- Lethbridge Golden Hawks U15 AAA (2001-2002)
- Lethbridge Y Men U18 AAA (2002-2004)
- Lethbridge Hurricanes (2004-2005)
- Seattle Thunderbirds (2006)
- Portland Winterhawks (2006-2007)
- Brandon Wheat Kings (2007)
- Norfolk Admirals (2007-2008)
- Rockford IceHogs (2008-2011)
- Chicago Blackhawks (2010)
- Ottawa Senators (2012)
- Binghamton Senators (2011-2012)
- Phoenix Coyotes (2012-2014)
- Portland Pirates (2012-2013)
- Arizona Coyotes (2014)
- Pittsburgh Penguins (2014-2015)
- Edmonton Oilers (2015)
- Bakersfield Condors (2015/2016)
- Dynama Mińsk (2016-2017)
- Ak Bars Kazań (2017-2019)
- Awangard Omsk (2019-2020)
- Dynama Mińsk (2020-2021)
- Dinamo Moskwa (2021-2022)

Wychowanek Lethbridge MHA. Grał w czterech sezonach kanadyjskich rozgrywek juniorskich WHL w strukturze CHL. Następnie od 2007 występował w zespołach amerykańskiej ligi AHL, a potem także w NHL. W czerwcu 2016 został zaangażowany przez białoruski klub Dynama Mińsk w rosyjskich rozgrywkach. We wrześniu 2017 przeszedł do Ak Barsa Kazań w KHL. Dwa lata potem we wrzeniu 2019 został zaangażowany przez Awangard Omsk. W lipcu 2020 powrócił do Mińska. W sierpniu 2021 został zakontraktowany przez Dinamo Moskwa.
W barwach seniorskiej reprezentacji Kanady brał udział w turniejach Deutschland Cup 2016 oraz zimowych igrzysk olimpijskich 2018.
W sierpniu 2022 został ogłoszony asystentem trenera w sztabie klubu swojego byłego klubu, Rockford IceHogs.
Z żoną Jessicą ma dwóch synów.

## Sukcesy
Reprezentacyjne
- Brązowy medal zimowych igrzysk olimpijskich: 2018

Klubowe
- Puchar Białorusi: 2021 z Dynama Mińsk
- Puchar Gagarina: 2018 z Ak Barsem Kazań
- Złoty medal mistrzostw Rosji: 2018 z Ak Barsem Kazań

Indywidualne
- KHL (2017/2018):
  - Czwarte miejsce w klasyfikacji strzelców zwycięskich goli meczowych w fazie play-off: 3 gole
  - Zdobywca zwycięskiego gola w dogrywce meczu Ak Bars Kazań – CSKA Moskwa 1:0 (czas 41:06'), przesądzającego o mistrzostwie (22 kwietnia 2018)[9]
- KHL (2018/2019):
  - Najlepszy napastnik tygodnia - 1 października 2018[10]